# Plastykoterapia
Plastykoterapia – terapia za pomocą sztuki wykorzystująca techniki plastyczne oraz kolory.
Plastyka jest najczęściej wykorzystywana w procesie arteterapii. Korzysta z najróżniejszych, niekonwencjonalnych technik plastycznych. Pełni wiele funkcji, z których najważniejszą zdaje się być możliwość formułowania swojej wypowiedzi w sposób niewerbalny, a tym samym bezpieczny dla zainteresowanego. Często jednak dzieło artystyczne staje się pretekstem do rozmów i dyskusji wokół tematu, który dana praca wyłania.
Obserwacja osób z niepełnosprawnością fizyczną podczas zajęć z plastykoterapii pozwala terapeucie zajęciowemu określić sprawność manualną pacjentów.